# Ujan
Ujan o Awjan era una població i comarca situada a uns 50 km a l'est de Tabriz en direcció a Miyana, a la riba sud del riu Sarav.Yaqut al-Hamawí, que la va visitar al segle xiii, la descriu com una notable ciutat vallada amb un bon mercat. Fou després arruïnada pels mongols i reconstruïda per Ghazan Khan que hi va residir per un temps i la va reanomenar Shahr-i Islam (la ciutat de l'islam); Ghazan la va rodejar d'una muralla de pedra. A la rodalia el terreny era fèrtil i es cultivava cotó, moresc i molta fruita. El riu s'anomenava Ab-i-Ujan i la població estava situada a la vesant oriental del mont Sahand.
Després dels kans ilkhans, sota cobànides i jalayírides, fou utilitzada com a residencia dels governants que establien el campament a la zona.
El 9 d'octubre de 1374 va morir el sultà Uways ibn Hasan. Uns mesos després el març de 1375, va morir Shah Mahmud d'Esfahan (amb 38 anys i mig) i Shah Shuja de Siraz (Fars) va aprofitar l'ocasió per apoderar-se d'aquesta ciutat on va trobar moltes complicitats. Allí Shah Shuja va continuar els preparatius per progressar en dirección a Tabriz i va reunir un exèrcit de 12.000 homes. Va avançar a través de Jarbadhakan (Gulpayagan) i Qazwin. Després va seguir cap a Jurma-khwaran, on el sultà Husayn, fill d'Uways ibn Hassan, es va oposar al seu avanç amb 24.000 cavallers, però Shah Shuja els va derrotar. Després va anar a Tabriz que va ocupar sense més dificultats i va enviar a Shah Mansur amb 20.000 cavallers al Regió del Karabakh, a Amir Faraj a Naxçıvan, a Amir Isfahan-shah ibn Sultan Shah Jandar a Awjan o Ujan i a altres amirs a altres parts de l'Azerbaidjan. Shah Shuja va estar a Tabriz per dos o tres mesos; estant allí dos caps nòmades de noms Shibh Da'ud i Umar Jubdasti van acordar atacar Awjan amb els seus seguidors i expulsar a l'amir Isfahan shah ibn Sultan Shah Jandar, aprofitant que Sultan Husayn ibn Uways estaba prop amb 10.000 cavallers. El pla va tenir èxit i Isfahan-shah fou capturat i els seus soldats morts o dispersats; els soldats sobrevivents van arribar a Tabriz. Shah Shuja tot i la neu i el dolor al peu del que patia feia temps, va pujar a una llitera i es va retirar a Qazwin des d'on va seguir fins a Kashan on als pocs dies se li va unir Shah Mansur i altres amirs que havien estat dispersats en diversos llocs i direccions. Quan Husayn ibn Uways va arribar a Tabriz va negociar amb Shah Shuja: a canvi de l'alliberament dels nobles de Tabriz fets presoners pel muzaffàrida, el jaliyírida va alliberar a Amir Isfahan-shah. Com a part de l'acord La filla del difunt Sultan Uways ibn Hasan fou donada en matrimoni a Sultan Zayn al-Abidin Ali, fill mitjà de Shah Shuja, que fou nomenat governador d'Esfahan.
Tamerlà hi va estar alguna vegada el 1401; una d'aquestes vegades va residir al kiosk d'Argun. Muhammad Umar va deixar el Regió del Karabakh poc després de la mort de Tamerlà (1405) i es va traslladar a l'Awjan, proper a Tabriz. D'allí va sortir per lluitar contra l'amir Bistam Jagir, amir revoltat que abans havia estat al seu servei i que s'havia apoderat de Bardaa amb ajut de Xaikh Ibrahim de Xirvan. L'amir Bayan Kutxin i el xaikh Khusraw Xah, lloctinents de Muhammad Umar, tenien com a principal preocupació l'establiment d'impostos i l'exacció de diners i al arribar a Tabriz, en nomes dos dies van aconseguir recaptar 200 tumans iraki; els principals habitants de Tabriz foren espoliats i alguns havien de ser enviats a Sultaniya però al ja no domionar aquesta plaça foren enviats a Awjan; el poder d'Umar es va enfonsar en poc temps; Bayan Kutxin i el xaikh Khusraw Xah havien anat a l'Awjan i aleshores es van dirigir a Sultaniya on van entregar la recaptació a Abu Bakr per salvar la pell, si bé el xaikh fou penjat per ordre d'Abu Bakr. Quan Xaikh Ibrahim es va dirigir a Tabriz, abans d'entrar a la ciutat va estar unes setmanes acampat a l'Awjan. Ibrahim va entregar la ciutat al jalayírida Ahmad ibn Uways, que quan es va acostar Abu Bakr, va sortir i se'n va anar a l'Awjan. En la disputa de Tabriz el 1410, entre jalayírides i kara koyunlu, l'amir Xah Muhammad, fill de Kara Yusuf, estava acampat al ilak d'Awjan, es va dirigir cap a Khoy, però fou perseguit per les forces jalayírides fins a Salmas i fou derrotat. El maig de 1413 s'hi va establir Kara Yusuf